# 検察事務官小錦ヤエ子
『検察事務官 小錦ヤエ子』（けんさつじむかんこにしきヤエこ）は、1997年から1998年にテレビ朝日系「土曜ワイド劇場」で放送されたテレビドラマシリーズ。全2回。主演はかたせ梨乃。

## キャスト

### 主要人物
小錦ヤエ子
演 - かたせ梨乃
検察事務官。
村瀬達夫
演 - 石橋蓮司
ヤエ子の上司。刑事部部長で検事。
小錦綾乃
演 - 冨士眞奈美
ヤエ子の母。小料理屋の経営者。
白坂みゆき
演 - 国生さゆり
検事。
ヤエ子の別れた夫
演 - キモサベポン太

### ゲスト
第1作「密室の愛人殺し!」（1997年）
- 山脇加奈子（夫の愛人を殺害した容疑者） - 麻丘めぐみ
- 田中誠一 - デビット伊東
- 津川美紗子 - 前田昌代
- 熊野刑事 - 三角八朗
- 塩見幸彦 - 山口仁
- 山脇希一郎 - 重田尚彦
- 丸山刑事 - 伊藤隆
- 篠原説子 - 大島蓉子
- 橋本和人、葛西俊之、山田和男、三ツ矢真之、神崎舞子、小森清一、栗林知美、深谷あかり、高橋修美、中原郁、石渡夕貴、菅谷友里香、溝口遊人

第2作「母娘のきずな殺人事件」（1998年）
- 犬飼正代（信恵が住むアパートの大家） - 中尾ミエ
- 大崎洋介（荒川東署の刑事） - 石塚英彦
- 添島明（五月が通っていた児童館の館長） - エド山口
- 品川刑事（荒川東署の刑事） - 黒沼弘巳
- 井上義春（信恵殺害の容疑者） - 篠原さとし
- 滝川光則（検事） - 西田聖志郎
- 浅倉五月（信恵の娘） - 百瀬茉莉奈
- 浅倉信恵（被害者・アパートの住人） - 五十嵐三南子
- 井上明美（井上の妻） - 飯島みゆき
- 町田富子（アパートの住人） - 石垣光代
- 茜（綾乃が経営する小料理屋の店員） - 市川真帆
- 荒川中央児童相談所の所長 - 梅田宏
- ラーメン店の店主 - 大槻修治
- 根岸清子、平田桃介、遠藤直樹、中原郁、井上康、幸田直子、椿原幹子、春日シロー、荒木誠、緒口幸信

## スタッフ
- 脚本 - 今井詔二
- 監督 - 岡本弘
- 制作 - テレビ朝日、IVSテレビ制作

## 放送日程
| 話数 | 放送日        | サブタイトル                                                             | 脚本     | 監督   | 視聴率 |
| ---- | ------------- | ------------------------------------------------------------------------ | -------- | ------ | ------ |
| 1    | 1997年4月26日 | 密室の愛人殺し! 夫を奪った女の死体と10時間!? 妻に刑法105条の落とし穴     | 今井詔二 | 岡本弘 | 16.5%  |
| 2    | 1998年4月25日 | 母娘のきずな殺人事件 少女が隠す母の秘密! 女検事が夢見た家族のぬくもりは… | 今井詔二 | 岡本弘 | 13.1%  |